# Roestwangstaartmees
De roestwangstaartmees (Aegithalos iouschistos) is een zangvogel uit de familie staartmezen (Aegithalidae). De vogel behoort niet tot de familie van echte mezen (Paridae), staartmezen vormen een eigen familie. 

## Verspreiding en leefgebied
Deze soort komt voor in de centrale en oostelijke Himalaya van Nepal tot noordelijk India en zuidoostelijk Tibet.